# Зоопарк Урумчі
Зоопарк Вулумучі (乌鲁木齐 动物园 Wū-lǔ-mù-qí dòng-wù-yuán) — зоопарк поблизу міста Урумчі, столиці Сіньцзян-Уйгурського автономного району. Належить до типу зоопарків сафарі.

## Події
На початку липня 2005 року тут з'явилися двоє дитинчат снігового леопарда. Їх знайшли сини місцевого селянина, який, не маючи змоги утримувати цих рідкісних хижаків, віддав їх до зоопарку.